# 리비에라 (멕시코)
리비에라(스페인어: Riviera)는 멕시코 서해안에 누워있듯이 한 휴양지 도시로 구성되어 있다. 이 도시 사이에서 큰 간격을 통해서, 멕시코의 리비에라를 통해서 종종 리베에라라기도 한다. 유람선은 긴 유람선이 대신에 3/4개의 목적지로 향하기도 한다.
- 엔세나다
- 카보산루카스
- 마사틀란
- 푸에르토바야르타
- 만사니요
- 익스타파
- 아카풀코

## 같이 보기
- 리비에라